# Барс-6
ББМ «Барс-6» — броньований автомобіль виробництва української корпорації «Богдан» спільно з НВО «Практика». Виконаний на шасі армійської вантажівки Kia KM450. Вага — 5,6 т, вантажопідйомність — 1650 кг. У транспортній версії розрахований на перевезення 6 осіб (екіпаж — 2, десант — 4).
Почав розроблятися з 2014 року у відповідь на виклики російсько-української війни. З тих пір змінилося 3 версії автомобіля. Станом на 2018 рік, розробка та виготовлення «Барс-6» була призупинена через відсутність контрактів від силових структур. [⇨]

## Історія

### Прототип
Перший варіант автомобіля «Барс» був розроблений в 2014 році конструкторським бюро Черкаського автомобільного заводу. За словами директора заводу Владислава Сопіта, в умовах падіння автомобільного ринку і зупинки заводу, а також враховуючи бойові дії на сході країни та вкрай низький рівень забезпеченості армії технікою, конструкторське бюро заводу в короткий термін розробило новий бронеавтомобіль. Представники заводу повідомляли, що наявна на той час в зоні бойових дій бронетехніка — занадто важка, громіздка і не мала необхідної маневреності, що в умовах прокладання шляху через місто було загрозою для безпеки військових. Бронеавтомобіль намагалися отримати в результаті недорогий, проте добре захищений.
Бронеавтомобіль було розроблено на базі повнопривідного шасі марки Isuzu, при розробці автомобіля конструктори використали деталі з цивільної техніки фірми «Богдан». Автомобіль мав зварний корпус із сталевих бронелистів, розташованих під кутами, які забезпечували круговий захист від куль калібру 5,45 мм, 7,62 мм. Фронтальна частина і моторний відсік мали захист від влучання куль калібру 7,62-мм. Був встановлений двигун потужністю 160 к.с. і витратою палива 1,5 л на 100 км. Планувалося вміщати 6-8 осіб в повному спорядженні (екіпаж 2 особи і 4-6 осіб десанту). Посадка і висадка екіпажу здійснюється через широкі бічні і задню двері, є додатковий люк на даху. На дах заплановано встановлювати бойові модулі з різним озброєнням. У базовій комплектації автомобіль мав кондиціонер, додаткову пічку vebasto, камеру заднього ходу і кругового огляду, GPS-навігатор. На вимогу замовника, авто могли комплектувати тепловізорами, приладами нічного бачення, радіозахистом, фільтрами «Циклон». Автомобіль призначався для виконання тактичних завдань, патрулювання кордону, охорони блокпостів, проведення бойових операцій у місті. Планувалося, що автомобіль зможуть випускати у 4 варіантах: десантному, патрульному, вантажному, санітарному.
Прес-служба «Богдана» повідомляла про намір випускати 50 автомобілів на місяць, його розрахункова вартість на той час — близько 1 млн грн.
Вперше цей бронеавтомобіль був продемонстрований 12 грудня 2014 року на полігоні Національної гвардії в Нових Петрівцях.
25 грудня 2014 року автомобіль було продемонстровано президенту України Петру Порошенку. Президент і РНБО дали доручення направити автомобіль на ресурсні ходові випробування у розпорядження Олексію Мочанову і Олександру Салюку, після врахування зауважень Мочанова до бронеавтомобіля.
Бронеавтомобіль «Барс» увійшов в перелік «Топ-8 найяскравіших презентацій українського автопрому 2014 року» за версією сайту «Аргументы и факты Украина».

### Версія 2015 року
В кінці січня 2015 року на «Богдані» працювали над поліпшенням технічних характеристик бронеавтомобіля.
Вже в кінці лютого 2015 року на виставці озброєнь IDEX-2015 корпорація представила макет поліпшеного варіанту автомобіля. Він мав бойовий модуль на даху десантного відділення, який був виготовлений того ж року.
У березні повідомлялося, що перша партія складатиме 90 машин, які замовила Національна гвардія.
На початку квітня 2015 року «Барс-6» був продемонстрований разом із «Барс-8» на полігоні у Нових Петрівцях навчального центру НГУ для президента України Петра Порошенка.
У жовтні 2015 в мережі з'явився концепт-арт третього покоління «Барс-6». За повідомленням Military navigator, це мав бути 6-тонний бронеавтомобіль, виконаний на шасі армійської вантажівки Kia KM450 і оснащений дизелем Hyundai об'ємом 3.9 л, потужністю 139 к.с., захистом рівня STANAG 4569 Level 1 і призначений для перевезення 8 десантників. Барс-6 на той час планувалося виготовляти також в медичному або поліцейському виконанні.

### Версія 2016 року
У липні 2016 року черкаський автозавод ДП №2 «Богдан Моторс» продемонстрував нову версію багатофункціонального броньованого повнопривідного автомобіля «Барс-6» повною масою до 7 тонн. «Барс-6» 2016 року був побудований на шасі Kia KM450, і розроблявся спільно з НВО «Практика». Броньовик отримав захист STANAG 4569 Level 2, фільтро-вентиляційну систему, систему пожежогасіння, вставки RunFlat в колеса та інші важливі опції. Мав вагу 5,6 т, вантажопідйомність 1650 кг. У транспортній версії розрахований на перевезення 6 осіб (екіпаж — 2, десант — 4).
Станом на лютий 2018 року, за даними Військового телебачення України, реалізацію проекту «Барс-6» на заводі «Богдан» було призупинено через відсутність конкретних пропозицій від силовиків.

### Відео
- ТЕХНІКА ВІЙНИ № 42. Парашути ВДВ. Тест-драйв Барс-6 // Військове телебачення України, 6 серпня 2016